# مزرعه بله لا
مزرعه بله لا یک منطقهٔ مسکونی در ایران است که در دهستان نیاسر واقع شده‌است. مزرعه بله لا ۳۸ نفر جمعیت دارد.